# Llista d'asteroides/191201-191300
| Nom      | Designació provisional | Data de descobriment   | Lloc de descobriment | Descobridor/s              |
| -------- | ---------------------- | ---------------------- | -------------------- | -------------------------- |
| 191201 - | 2002 PN71              | 12 d'agost de 2002     | Socorro              | LINEAR                     |
| 191202 - | 2002 PJ82              | 9 d'agost de 2002      | Socorro              | LINEAR                     |
| 191203 - | 2002 PT94              | 12 d'agost de 2002     | Haleakala            | NEAT                       |
| 191204 - | 2002 PN97              | 14 d'agost de 2002     | Socorro              | LINEAR                     |
| 191205 - | 2002 PS105             | 12 d'agost de 2002     | Socorro              | LINEAR                     |
| 191206 - | 2002 PP109             | 13 d'agost de 2002     | Anderson Mesa        | LONEOS                     |
| 191207 - | 2002 PH169             | 8 d'agost de 2002      | Palomar              | NEAT                       |
| 191208 - | 2002 QU28              | 29 d'agost de 2002     | Palomar              | NEAT                       |
| 191209 - | 2002 QE32              | 29 d'agost de 2002     | Palomar              | NEAT                       |
| 191210 - | 2002 QR41              | 29 d'agost de 2002     | Palomar              | NEAT                       |
| 191211 - | 2002 QC58              | 17 d'agost de 2002     | Palomar              | A. Lowe                    |
| 191212 - | 2002 QV116             | 29 d'agost de 2002     | Palomar              | NEAT                       |
| 191213 - | 2002 RA1               | 2 de setembre de 2002  | Bagnall Beach        | G. Crawford                |
| 191214 - | 2002 RO30              | 4 de setembre de 2002  | Anderson Mesa        | LONEOS                     |
| 191215 - | 2002 RA39              | 5 de setembre de 2002  | Socorro              | LINEAR                     |
| 191216 - | 2002 RJ40              | 5 de setembre de 2002  | Socorro              | LINEAR                     |
| 191217 - | 2002 RX43              | 5 de setembre de 2002  | Socorro              | LINEAR                     |
| 191218 - | 2002 RY50              | 5 de setembre de 2002  | Socorro              | LINEAR                     |
| 191219 - | 2002 RC71              | 4 de setembre de 2002  | Palomar              | NEAT                       |
| 191220 - | 2002 RU74              | 5 de setembre de 2002  | Socorro              | LINEAR                     |
| 191221 - | 2002 RL85              | 5 de setembre de 2002  | Socorro              | LINEAR                     |
| 191222 - | 2002 RY88              | 5 de setembre de 2002  | Socorro              | LINEAR                     |
| 191223 - | 2002 RK124             | 9 de setembre de 2002  | Palomar              | NEAT                       |
| 191224 - | 2002 RK146             | 11 de setembre de 2002 | Palomar              | NEAT                       |
| 191225 - | 2002 RN150             | 11 de setembre de 2002 | Haleakala            | NEAT                       |
| 191226 - | 2002 RC170             | 13 de setembre de 2002 | Palomar              | NEAT                       |
| 191227 - | 2002 RA239             | 1 de setembre de 2002  | Haleakala            | R. Matson                  |
| 191228 - | 2002 RN242             | 3 de setembre de 2002  | Needville            | J. Dellinger, W. G. Dillon |
| 191229 - | 2002 RQ246             | 15 de setembre de 2002 | Palomar              | NEAT                       |
| 191230 - | 2002 SG1               | 26 de setembre de 2002 | Haleakala            | NEAT                       |
| 191231 - | 2002 SR6               | 27 de setembre de 2002 | Palomar              | NEAT                       |
| 191232 - | 2002 SL18              | 26 de setembre de 2002 | Socorro              | LINEAR                     |
| 191233 - | 2002 SX45              | 29 de setembre de 2002 | Kitt Peak            | Spacewatch                 |
| 191234 - | 2002 TX17              | 2 d'octubre de 2002    | Socorro              | LINEAR                     |
| 191235 - | 2002 TB122             | 3 d'octubre de 2002    | Campo Imperatore     | CINEOS                     |
| 191236 - | 2002 TT139             | 4 d'octubre de 2002    | Anderson Mesa        | LONEOS                     |
| 191237 - | 2002 TA175             | 4 d'octubre de 2002    | Socorro              | LINEAR                     |
| 191238 - | 2002 UP27              | 31 d'octubre de 2002   | Palomar              | NEAT                       |
| 191239 - | 2002 VW13              | 4 de novembre de 2002  | Kitt Peak            | Spacewatch                 |
| 191240 - | 2002 VX16              | 5 de novembre de 2002  | Socorro              | LINEAR                     |
| 191241 - | 2002 VN103             | 12 de novembre de 2002 | Socorro              | LINEAR                     |
| 191242 - | 2002 XA35              | 6 de desembre de 2002  | Socorro              | LINEAR                     |
| 191243 - | 2002 XJ60              | 10 de desembre de 2002 | Socorro              | LINEAR                     |
| 191244 - | 2002 YC4               | 27 de desembre de 2002 | Anderson Mesa        | LONEOS                     |
| 191245 - | 2002 YL9               | 31 de desembre de 2002 | Socorro              | LINEAR                     |
| 191246 - | 2002 YV15              | 31 de desembre de 2002 | Socorro              | LINEAR                     |
| 191247 - | 2002 YM29              | 31 de desembre de 2002 | Socorro              | LINEAR                     |
| 191248 - | 2002 YO29              | 31 de desembre de 2002 | Socorro              | LINEAR                     |
| 191249 - | 2003 AS38              | 7 de gener de 2003     | Socorro              | LINEAR                     |
| 191250 - | 2003 AL69              | 7 de gener de 2003     | Socorro              | LINEAR                     |
| 191251 - | 2003 AV90              | 5 de gener de 2003     | Anderson Mesa        | LONEOS                     |
| 191252 - | 2003 BS2               | 26 de gener de 2003    | Haleakala            | NEAT                       |
| 191253 - | 2003 BE9               | 26 de gener de 2003    | Anderson Mesa        | LONEOS                     |
| 191254 - | 2003 BO9               | 26 de gener de 2003    | Palomar              | NEAT                       |
| 191255 - | 2003 BP18              | 27 de gener de 2003    | Socorro              | LINEAR                     |
| 191256 - | 2003 BW27              | 26 de gener de 2003    | Palomar              | NEAT                       |
| 191257 - | 2003 BE33              | 27 de gener de 2003    | Haleakala            | NEAT                       |
| 191258 - | 2003 BV33              | 28 de gener de 2003    | Socorro              | LINEAR                     |
| 191259 - | 2003 BL37              | 28 de gener de 2003    | Kitt Peak            | Spacewatch                 |
| 191260 - | 2003 BM49              | 27 de gener de 2003    | Anderson Mesa        | LONEOS                     |
| 191261 - | 2003 BK53              | 27 de gener de 2003    | Anderson Mesa        | LONEOS                     |
| 191262 - | 2003 BW54              | 27 de gener de 2003    | Palomar              | NEAT                       |
| 191263 - | 2003 BK60              | 27 de gener de 2003    | Haleakala            | NEAT                       |
| 191264 - | 2003 BA61              | 27 de gener de 2003    | Palomar              | NEAT                       |
| 191265 - | 2003 BU77              | 30 de gener de 2003    | Socorro              | LINEAR                     |
| 191266 - | 2003 BG82              | 30 de gener de 2003    | Haleakala            | NEAT                       |
| 191267 - | 2003 CO3               | 3 de febrer de 2003    | Kitt Peak            | Spacewatch                 |
| 191268 - | 2003 CM24              | 4 de febrer de 2003    | La Silla             | C. Barbieri                |
| 191269 - | 2003 DB2               | 21 de febrer de 2003   | Palomar              | NEAT                       |
| 191270 - | 2003 DN13              | 26 de febrer de 2003   | Haleakala            | NEAT                       |
| 191271 - | 2003 ER5               | 5 de març de 2003      | Socorro              | LINEAR                     |
| 191272 - | 2003 EM6               | 6 de març de 2003      | Anderson Mesa        | LONEOS                     |
| 191273 - | 2003 EA13              | 6 de març de 2003      | Palomar              | NEAT                       |
| 191274 - | 2003 EJ13              | 6 de març de 2003      | Palomar              | NEAT                       |
| 191275 - | 2003 ES18              | 6 de març de 2003      | Anderson Mesa        | LONEOS                     |
| 191276 - | 2003 EZ26              | 6 de març de 2003      | Anderson Mesa        | LONEOS                     |
| 191277 - | 2003 EN29              | 6 de març de 2003      | Socorro              | LINEAR                     |
| 191278 - | 2003 ED38              | 8 de març de 2003      | Anderson Mesa        | LONEOS                     |
| 191279 - | 2003 EV51              | 11 de març de 2003     | Palomar              | NEAT                       |
| 191280 - | 2003 EZ56              | 9 de març de 2003      | Palomar              | NEAT                       |
| 191281 - | 2003 EN62              | 9 de març de 2003      | Socorro              | LINEAR                     |
| 191282 - | 2003 FS                | 22 de març de 2003     | Kleť                 | J. Tichá, M. Tichý         |
| 191283 - | 2003 FX12              | 23 de març de 2003     | Kitt Peak            | Spacewatch                 |
| 191284 - | 2003 FA36              | 23 de març de 2003     | Kitt Peak            | Spacewatch                 |
| 191285 - | 2003 FU57              | 26 de març de 2003     | Kitt Peak            | Spacewatch                 |
| 191286 - | 2003 FY57              | 26 de març de 2003     | Kitt Peak            | Spacewatch                 |
| 191287 - | 2003 FD75              | 26 de març de 2003     | Haleakala            | NEAT                       |
| 191288 - | 2003 FZ77              | 27 de març de 2003     | Palomar              | NEAT                       |
| 191289 - | 2003 FR94              | 29 de març de 2003     | Anderson Mesa        | LONEOS                     |
| 191290 - | 2003 FR102             | 31 de març de 2003     | Kitt Peak            | Spacewatch                 |
| 191291 - | 2003 FH103             | 24 de març de 2003     | Kitt Peak            | Spacewatch                 |
| 191292 - | 2003 FF107             | 30 de març de 2003     | Socorro              | LINEAR                     |
| 191293 - | 2003 FK107             | 30 de març de 2003     | Socorro              | LINEAR                     |
| 191294 - | 2003 FM108             | 31 de març de 2003     | Anderson Mesa        | LONEOS                     |
| 191295 - | 2003 FX112             | 30 de març de 2003     | Kitt Peak            | Spacewatch                 |
| 191296 - | 2003 FQ128             | 29 de març de 2003     | Anderson Mesa        | LONEOS                     |
| 191297 - | 2003 GP2               | 1 d'abril de 2003      | Palomar              | NEAT                       |
| 191298 - | 2003 GG8               | 3 d'abril de 2003      | Anderson Mesa        | LONEOS                     |
| 191299 - | 2003 GH9               | 2 d'abril de 2003      | Socorro              | LINEAR                     |
| 191300 - | 2003 GS9               | 2 d'abril de 2003      | Socorro              | LINEAR                     |